# 野獸冒險樂園 (電影)
《野獸冒險樂園》（英語：Where the Wild Things Are）是一部2009年的童話冒險電影，由史派克·瓊斯執導，湯姆·漢克斯監製，取材自繪本大師莫里斯·桑達克的1963年同名童書《野獸冒險樂園》。主演是馬克思·雷考德兹，以及占士·簡東費尼、保羅·迪諾、蘿倫·艾波羅絲、嘉芙蓮·奧哈拉、科力士·韋德加和基斯·谷巴配音。

## 劇情
劇情描述無法無天的小孩麥克斯覺得自己在家裡老是受到誤解，決定跑進野獸樂園。麥克斯來到了一座小島，在島上遇見了天性狂野、行為難以捉摸的詭異動物。這座野獸樂園中的動物期盼能有一位領導者來帶領他們，碰巧麥克斯一直期待自己能成為一個王國的統治者。當麥克斯正式被野獸樂園王國冊封為國王之後，他承諾會創造出一個大家都能開心快活的地方。不過，麥克斯發現統治野獸樂園並不是一件容易的事，而他在這座野獸樂園中的人際關係甚至比他想像的還要複雜。

## 相關商品

### 電玩
根據電影劇情製作的電玩遊戲於2009年10月13日於 PlayStation 3、Xbox 360、Wii、Nintendo DS等平台上推出。由Griptonite Games研發製作，Warner Bros. Games公司發行。

### 原聲帶
野獸冒險樂園原聲帶於2009年9月29日推出。
1. "Igloo" – 1:48
2. "All Is Love" – 2:49
3. "Capsize" – 2:38
4. "Worried Shoes" – 4:12
5. "Rumpus" – 2:43
6. "Rumpus Reprise" – 1:53
7. "Hideaway" – 5:10
8. "Cliffs" – 2:59
9. "Animal" – 4:10
10. "Lost Fur" – 1:06
11. "Heads Up" – 2:55
12. "Building All Is Love" – 3:32
13. "Food Is Still Hot" – 2:44
14. "Sailing Home" – 1:02

原聲帶由搖滾樂團Yeah Yeah Yeahs女主唱Karen O擔任創作，並特別組成『Karen O And The Kids』樂團，樂團成員包括Yeah Yeah Yeahs鼓手Brian Chase、吉他手Nick Zinner，以及來自亞特蘭大的實驗搖滾團體Deerhunter的團員Bradford Cox，紐約龐克搖滾樂團Liars的鼓手Aaron Hemphill，加州Queens Of The Stone Age鍵盤/吉他手。
這張專輯創造出帶有大人世界風格，卻又透露著孩子氣的搖滾樂風，例如帶著兒童合唱團曲式的歡樂搖滾曲"All Is Love"、裝載著無奈與鬱悶情緒的"Worried Shoes"、瀰漫著懷舊搖滾氛圍的"Hideaway"等。

## 外部連結
- 官方網站 （英文）
- 互联网电影数据库（IMDb）上《野獸冒險樂園》的资料（英文）
- 豆瓣电影上《野獸冒險樂園》的資料 （简体中文）

| 上一届： 《伴侶度假村》 | 2009年美國週末票房冠軍 10月18日 | 下一届： 《靈動：鬼影實錄》 |